# Avion de transport
Pour les articles homonymes, voir Cargo (homonymie).

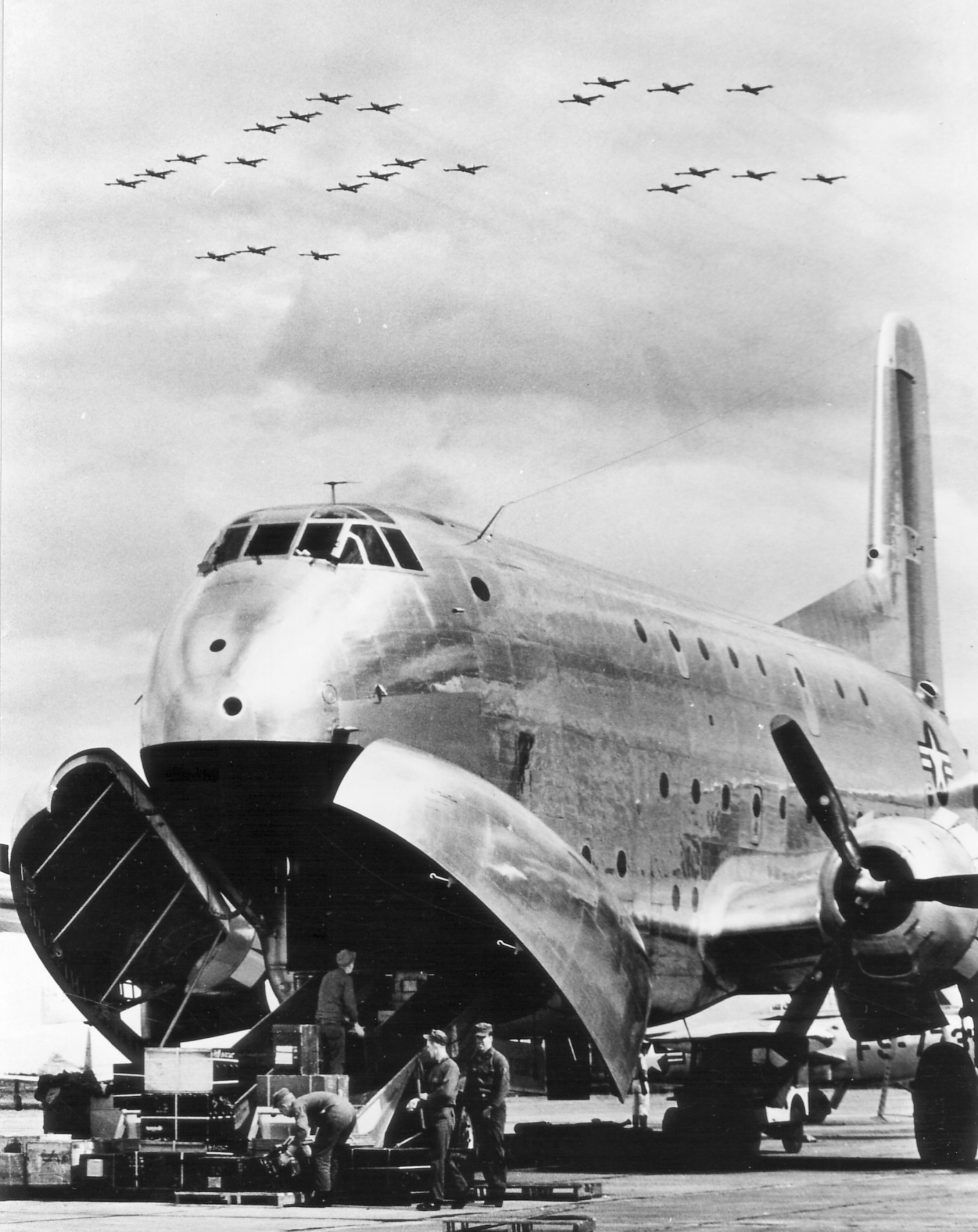
Avion-cargo militaire américain Douglas C-124 Globemaster II, octobre 1952.

Un avion de transport ou avion-cargo est un avion destiné à transporter du matériel ou des marchandises d'un point à un autre. Dans le domaine civil, on distingue les avions-cargos des avions de ligne transportant des passagers.

## Historique
S'il y a eu des tentatives de transport de courrier dès 1911 ce n'est qu'après la Première Guerre mondiale que démarrent réellement les vols commerciaux. Initialement les vols sont effectués sur d’anciens bombardiers modifiés mais, à partir de 1920 certains constructeurs commencent à fabriquer des avions spécialement destinés au transport de marchandises. L'Allemagne, interdite d'aviation militaire par le Traité de Versailles, est la première à voir émerger des appareils spécialement conçus pour le transport, le premier étant le Junkers F 13 utilisé par la Deutsche Luft Hansa qui sera suivi de plusieurs avions de transport (Junkers G 31, Junkers G 38 et Junkers 52). Anthony Fokker, replié sur les Pays-Bas avant même la fin de la guerre, y produit le Fokker F.II puis le Fokker F.VII. Les années 1920 et 1930 voient la production et l'utilisation de nombreux avions de transport  dans presque tous les pays puisque, en général, les compagnies aériennes privilégient le matériel national. Les français volent sur Lioré et Olivier, Farman ou Latecoere, les anglais sur De Havilland ou Armstrong Whitworth, les italiens sur Caproni ou Savoia-Marchetti et les américains sur Ford Trimoteur puis Douglas DC-2 puis DC-3 (encore que le développement du transport aérien aux États-Unis ne s'accélère qu'après 1930) mais la règle n'est pas intangible. Par exemple, un équipage de la KLM remporte la Course aérienne Londres-Melbourne de 1934 sur un DC-2 américain. 
L'Italie de Mussolini et l'Allemagne de Hitler conçoivent des avions à double usage : civil et militaire. Les italiens car leur économie ne permet pas des développements distincts et les allemands car ils sont encore limités par les clauses du Traité de Versailles. À l'inverse, le Boeing 307 est une déclinaison civile d'un avion militaire.
C'est la Seconde Guerre mondiale qui entraine le développement du transport militaire pour parachuter des combattants au-dela de la ligne de front ou pour assurer le ravitaillement d'unités isolées. Les attaques du Fort d'Eben-Emael et la Bataille de Crète ont démontré les possibilités du parachutage et les alliés en feront un large usage lors de l'Opération Overlord.
Pour le ravitaillement de troupes par air les exemples les plus connus sont la Bataille de Stalingrad perdue par l'Allemagne car les quantités à transporter excédaient largement les possibilités de la Luftwaffe qui s'appuyait encore principalement sur les Junkers 52, The Hump grâce auquel les alliés ont ravitaillé les troupes chinoise entre 1942 et 1945 et le Pont aérien de Berlin pendant la Guerre froide.
Certains appareils commerciaux possèdent leur déclinaisons cargo comme le Boeing 747 ou Douglas DC-3. D'autres sont spécialement conçus pour une utilisation militaire, à l'image du Lockheed C-130 Hercules, le Nord 2501, le Transall ou l'Airbus A400M Atlas.

## Civil
Les avions de transport civils sont en général des sous-versions des avions de ligne transportant des passagers. 
Airbus possède ses propres avions-cargos pour l'acheminement de ses pièces entre ses différents sites de productions, c'est ainsi que fut utilisé autrefois le Super Guppy, remplacé par la suite par le Beluga, qui fut lui-même remplacé par le Beluga XL.
- Airbus A300-600ST Beluga
- Airbus A330-200F ou A330P2F et A330-743L
- Antonov An-72
- Antonov An-124
- Antonov An-225
- Boeing 747-400 Large Cargo Freighter
- Boeing 767-300F
- Bristol Freighter
- Carvair
- McDonnell Douglas DC-10
- Mini Guppy
- Super Guppy
- Short Skyvan

Avions cargos
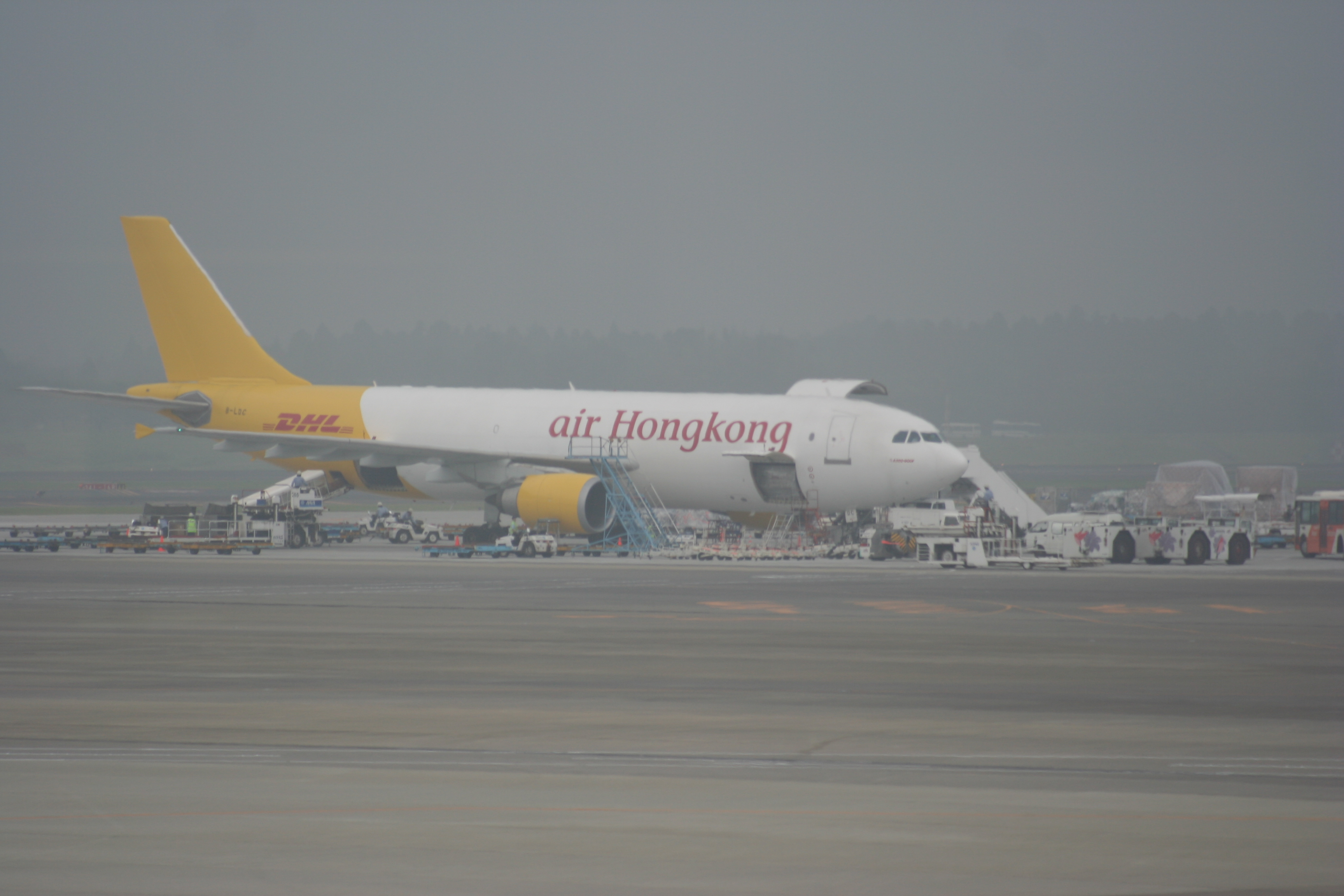
Avion-cargo Airbus A300-600.
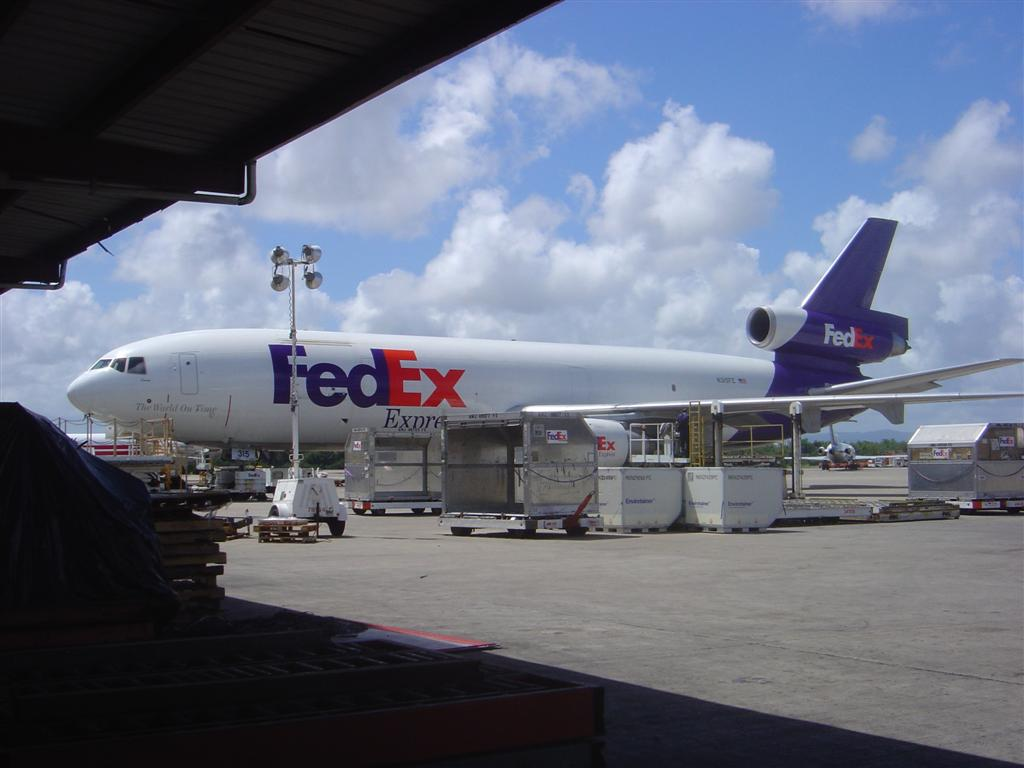
Un DC-10 FedEx.

## Militaire
Les avions de transport militaires doivent transporter les hommes et le matériel sur les zones de conflit. L'une de leurs caractéristiques concernant les avions de transport tactique est de pouvoir décoller et atterrir sur des pistes rudimentaires et sur de courtes distances.

## Drone de transport

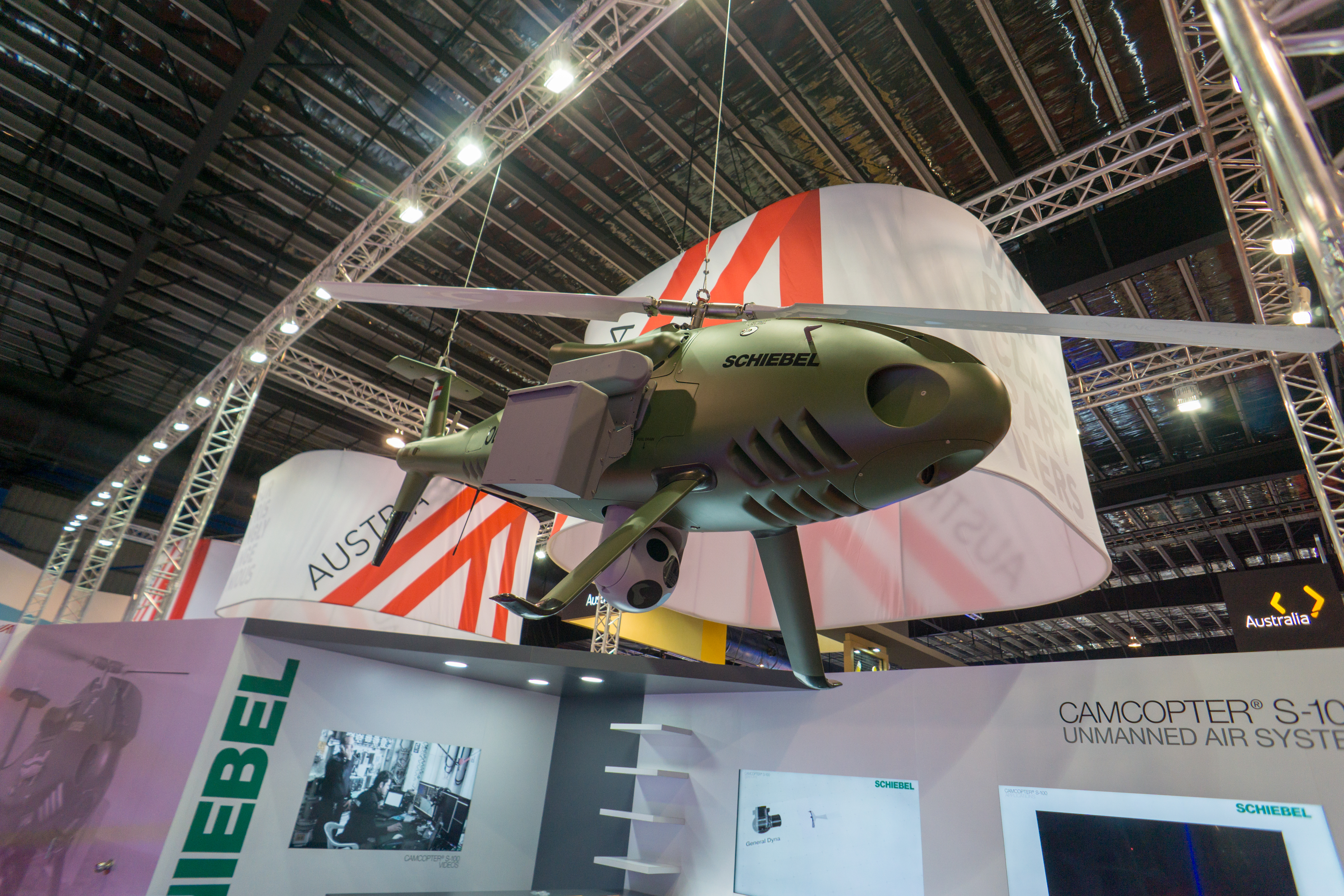
Camcopter S-100 en version drone de transport avec charge additionnelle latérale et boule optronique de reconnaissance aérienne.

On rencontre également des drones de surveillance capables de transporter des petites charges tactiques pour les livrer sur le théâtre militaire. Il s'agit surtout de drones hélicoptère.